# Werner-Reihlen-Vorlesung
Die Werner-Reihlen-Vorlesung ist ein jährlich stattfindendes interdisziplinäres Symposium zu wechselnden Themen, veranstaltet durch die Theologische Fakultät der Humboldt-Universität zu Berlin. Sie wird finanziert durch die Werner-Reihlen-Stiftung, eine gemeinnützige Stiftung, die 1991 von der Stifter-Familie Reihlen zum Gedenken an den 1945 im Alter von 18 Jahren gefallenen Werner Reihlen, Ältester von fünf Söhnen, errichtet wurde. Die Stiftungssatzung hält als Ziel „die Förderung des Gesprächs der evangelischen Theologie mit anderen Wissenschaften unter Betonung des ethischen Gesichtspunktes“ fest.

## Werner Reihlen
Namensgeber der Vorlesung ist der am 28. Juni 1926 in Berlin-Wilmersdorf geborene Werner Reihlen – Ältester von fünf Söhnen des Ingenieurs Otto Reihlen und seiner Frau Irmgard (geb. Stolper). 1944 wird er zum Reichsarbeitsdienst, und dann zum Militär eingezogen. Gerade 18 Jahre alt geworden und fasziniert von der Idee des Nationalsozialismus, meldet er sich freiwillig zum Einsatz an der Front. Am 16. April 1945, nicht ganz drei Wochen vor Kriegsende, fällt Werner Reihlen in Obritzberg bei St. Pölten. In seinem vorletzten Feldpostbrief vom 26. März 1945 schreibt er: „Ich habe von der Partei viel gesehen und gehört, und dabei kam so viel Schlechtes ans Tageslicht, dass ich mir sagen muß: ‚Nein, an diese Gliederung kannst du dich nicht vollständig binden, sonst bist du für all den Mist, der da gemacht wird, mitverantwortlich […]’“. Für Werners Familie und besonders für seine vier Brüder Eberhard (1928–2007), Dieter (* 1930), Helmut (1934–2022) und Roland (* 1938) wird die „Erinnerung an Werner […], an seine Ideale, an den Missbrauch seiner Ideale, seiner Jugend, […] zu einer Mahnung, mitzuarbeiten an der Schaffung gerechterer Gesellschaftsstrukturen.“

## Idee und Initiative
Aus dem Wunsch der Familie, mit Blick auf das Erlebte den gesellschaftlichen Diskurs über aktuelle Fragen, Werte und Normen zu fördern, wurde die Idee zur Errichtung einer Stiftung, die die Finanzierung einer fächerübergreifenden Vorlesung zu aktuellen Fragen in Wissenschaft und Gesellschaft ermöglichen sollte. Den entscheidenden Impuls dazu lieferte der Reisebericht von Christof Gestrich, Professor für Systematische Theologie an der Humboldt-Universität zu Berlin, der die Eindrücke einer USA-Reise von 1990 schriftlich festgehalten hat und sich darin beeindruckt zeigt von stiftungsfinanzierten Spezialvorlesungen, die über mehrere Tage einem breitgefächerten Publikum die Möglichkeit bieten, über den üblichen Reigen universitärer Veranstaltungen hinaus zu einem bestimmten Thema interdisziplinär Vorträge zu hören und zu diskutieren. So wird 1991 unter der Federführung von Helmut Reihlen und Christof Gestrich die Werner-Reihlen-Stiftung ins Leben gerufen; 1992 findet die erste Werner-Reihlen-Vorlesung statt, zunächst veranstaltet durch die Kirchliche Hochschule Berlin, die 1992 mit der Theologischen Fakultät der Humboldt-Universität fusionierte. Gegenwärtig wird die Werner-Reihlen-Vorlesung von Torsten Meireis verantwortet.
Zum Stiftungszweck gehört neben der Finanzierung der Vorlesung auch die Auslobung eines Preises für herausragende Dissertationen und Habilitationen, „die sich gleichfalls dem Austausch der evangelischen Theologie mit anderen Wissenschaften mit Betonung des ethischen Standpunktes widmen“.

## Profil und Ziel der Vorlesung
Die Werner-Reihlen-Vorlesung hat nach amerikanischem Vorbild Symposiumscharakter, sie findet in der Regel jedes Jahr am Vorabend des Buß- und Bettages und am Vormittag des Buß- und Bettags im Rahmen eines dies academicus statt. Die Bestimmung des Themas und die Einladung der Referenten aus den verschiedenen Disziplinen erfolgt durch eine Vorbereitungskommission, der der Dekan der Theologischen Fakultät sowie der Inhaber des Lehrstuhls für Systematische Theologie und ein weiterer Hochschullehrer einer anderen Fakultät angehören. Neben den Vorträgen macht einen wesentlichen Teil der Veranstaltung die gemeinsame Diskussion aus, in die Studierende und Forschende ebenso einbezogen werden, wie Laien und ganz allgemein die interessierte Öffentlichkeit. „Gewollt ist ein gesellschaftlich wirksames Forum, das der ethischen Orientierung dient […].“ Alle Beiträge der Referenten werden im jährlich erscheinenden Beiheft der Berliner Theologischen Zeitschrift in der evangelischen Verlagsanstalt veröffentlicht.

## Bisherige Themen
- 1992: Wirtschaftsethik – Eine interdisziplinäre interkonfessionelle Orientierungshilfe

- 1993: Kirche, Staat, Gesellschaft
- 1994: Gehirntod und Organtransplantation als Anfrage an unser Menschenbild
- 1995: Ethik ohne Religion?
- 1996: Geschlechterverhältnis und Sexualität
- 1997: Welternährung und Gentechnologie – Praxis und ethische Bewertung
- 1998: Gott der Philosophen – Gott der Theologen, zum Gesprächsstand nach der analytischen Wende
- 1999: Moral und Weltreligionen
- 2000: Die biologische Machbarkeit des Menschen
- 2001: Die Aktualität der Antike – Das ethische Gedächtnis des Abendlandes
- 2002: Die herausgeforderte Demokratie – Recht, Religion, Politik
- 2003: Gott, Geld und Gabe – Zur Geldförmigkeit des Denkens in Religion und Gesellschaft
- 2004: Freier oder unfreier Wille? – Handlungsfähigkeit und Schuldfähigkeit im Dialog der Wissenschaften
- 2005: Gott in der Kultur – Moderne Transzendenzerfahrungen und die Theologie
- 2006: An Leib und Seele gesund – Dimensionen der Heilung
- 2007: Die Vernunft der Religion
- 2008: Toleranz als religiöse Forderung
- 2009: Die „unsichtbare Hand“ (Adam Smith) und die Gier
- 2010: Was sind legitime außenpolitische Interessen?
- 2011: Unverfügbare Voraussetzungen des säkularen Staates[10]
- 2012: Umgang mit Schuld in der Öffentlichkeit
- 2013: 'Deutung des Wortes – Deutung der Welt' im Gespräch zwischen Christentum und Islam
- 2014: Faszination und Schrecken des Krieges
- 2015: Leitbild im Wandel – Leitbild in der Auflösung? Ehe und Familie in der modernen Gesellschaft
- 2017: „Freiheit, die ich meine“ – 1517 - 1817 - 1917
- 2018: Sozialethik im Disput. Schleiermacher und Barth
- 2019: Zur kulturellen Dimension der Nachhaltigkeitsdebatte
- 2020: Leere Kirchen – voller Einsatz? Kirche und sozialer Zusammenhang in urbanen und ländlichen Kontexten
- 2021: Bedingungsloses Grundeinkommen. Utopie, Ideologie, ethisch begründbares Ziel?
- 2022: Theologie und Dekolonialität
- 2023: Intertheologie
- 2024: Trans- und Posthumanismus[11]
- 2025: Leibliche Vulnerabilität